# La Hulpe
La Hulpe (niederländisch Terhulpen,  wallonisch L’ Elpe) ist ein Ort in der französischsprachigen Provinz Wallonisch-Brabant in Belgien, circa 20 km südöstlich von Brüssel. Er liegt direkt an der Sprachengrenze zu Flandern.

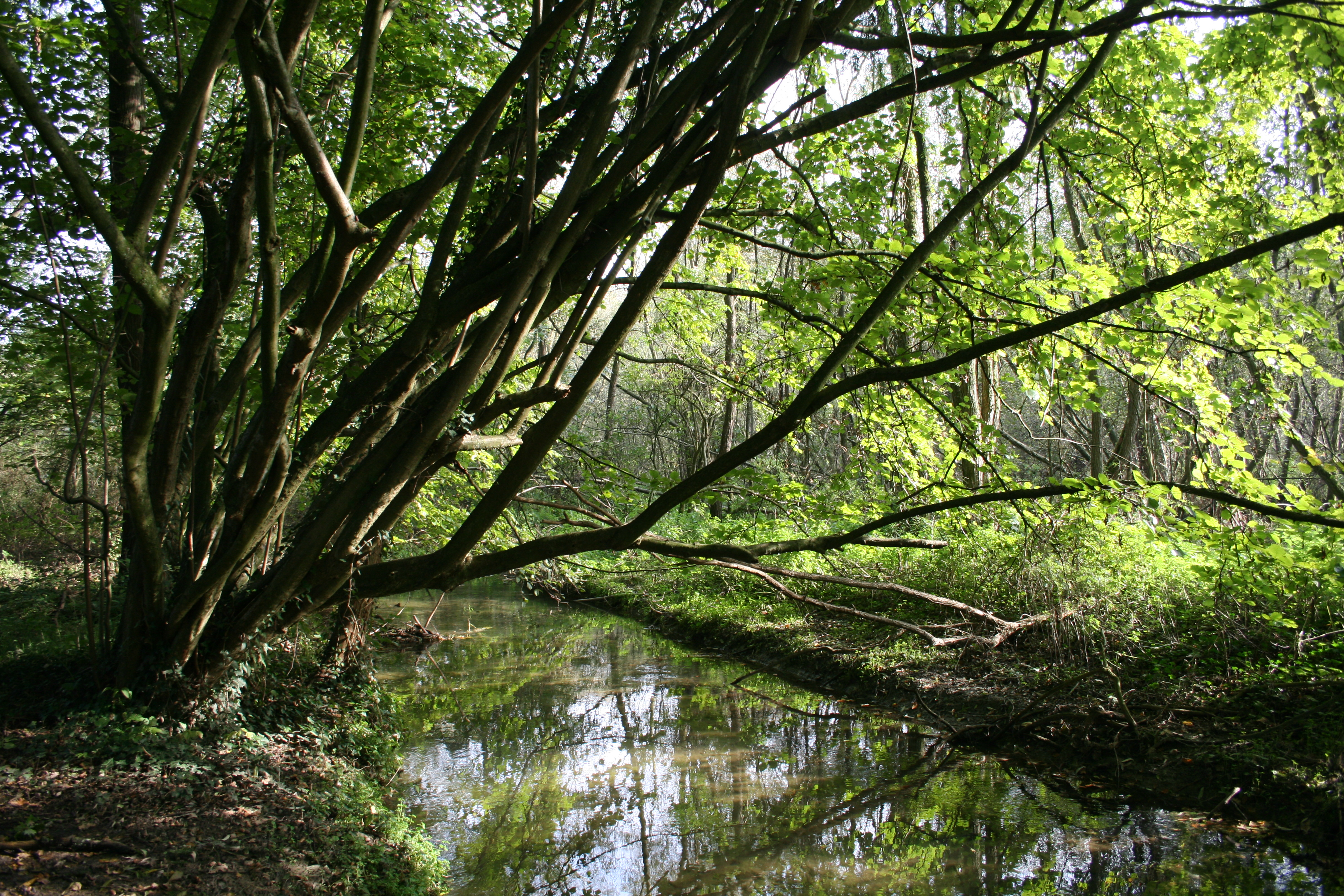
L’Argentine

Der Name von La Hulpe ist keltischen Ursprungs: Helpe bedeutet Silberfluss. Daher heißt der Bach, der die Gemeinde durchfließt auch l’Argentine.

## Wirtschaft
Die internationale Genossenschaft SWIFT (Society for Worldwide Interbank Financial Telecommunication) hat ihren Sitz in La Hulpe.
Seit 2008 befindet sich die EMEA-Zentrale der Kodak's Graphic Communications Group in La Hulpe.

## Sehenswürdigkeiten

### Domaine Solvay und Schloss von La Hulpe

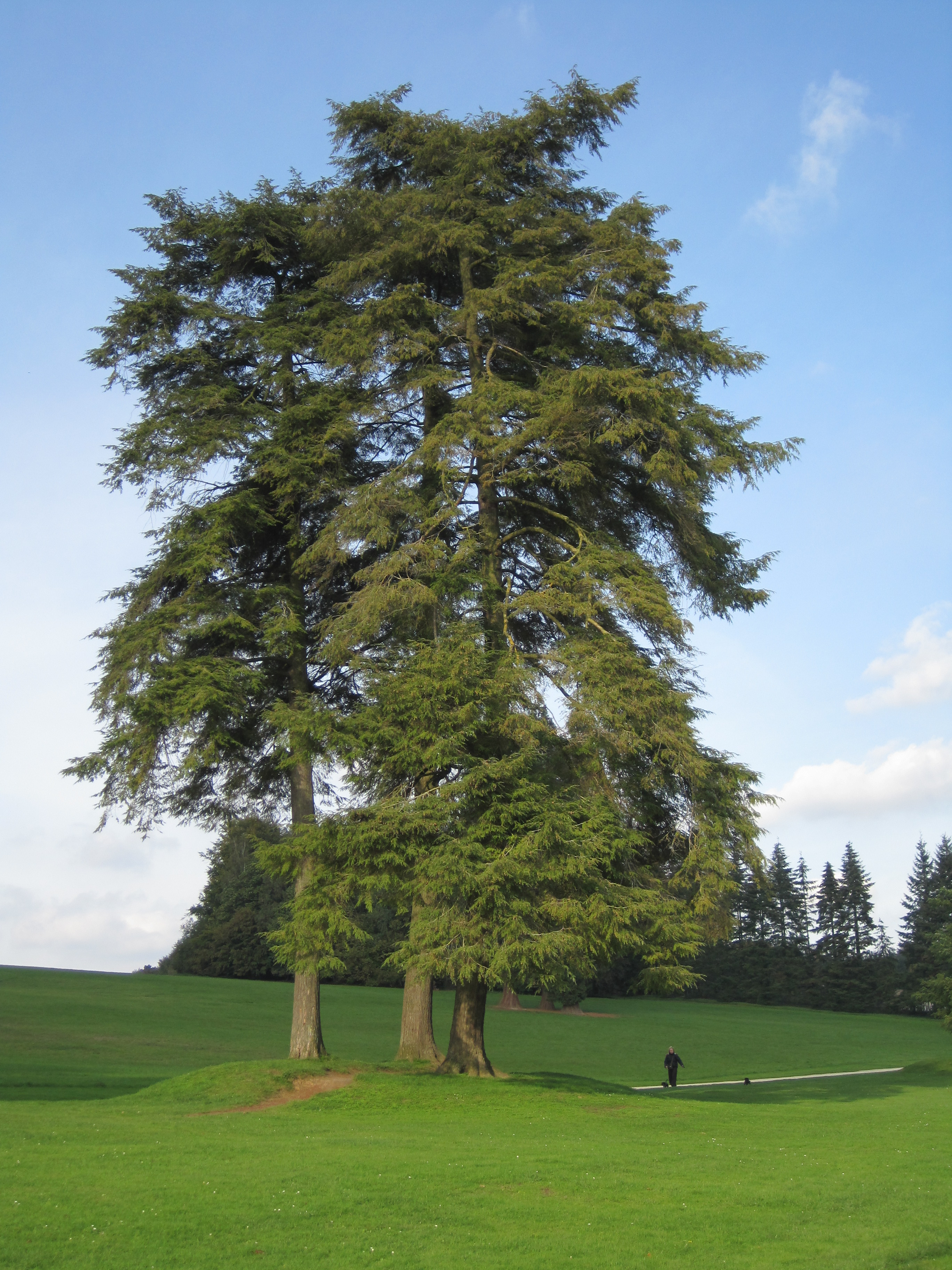
Der Park

Das als bedeutendes Kulturgut von Wallonien eingestufte Landgut aus einem sehenswerten Landschaftspark und einem Teil des Waldes von Soignes ist ein schmuckvoller Rahmen für das um 1840 errichtete Schloss von La Hulpe. Ende des 19. Jahrhunderts erwarb der Chemiker Ernest Solvay das Landgut, das heute der Wallonischen Region gehört. Im Gegensatz zum Schloss ist der umgebende Park ganzjährig öffentlich zugänglich.

## Weblinks

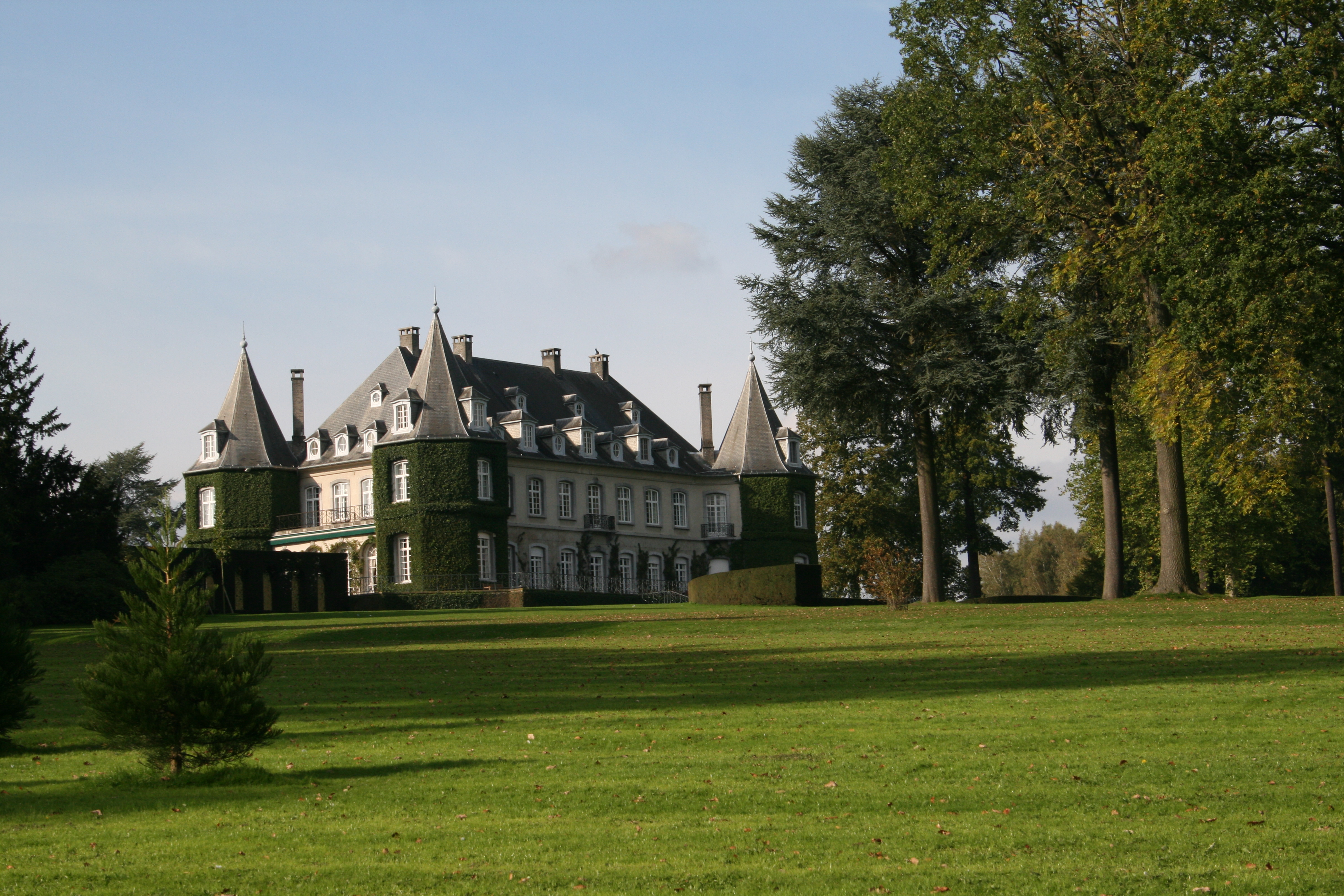
Château Solvay von La Hulpe